# Janusz Malik
Janusz Malik (ur. 30 września 1964 w Bielsku-Białej) – polski skoczek narciarski, reprezentant Polski, olimpijczyk. Zawodnik Beskidów Szczyrk i Skrzycznego Szczyrk. Jest jednym z polskich skoczków, którzy zajmowali miejsce w pierwszej „trójce” konkursu Pucharu Świata. Nigdy nie zdobył medalu indywidualnych mistrzostw Polski (ma jeden medal MP w rywalizacji drużynowej - brązowy zdobyty w 1984 roku), choć wiele źródeł przypisuje mu dwa krążki z lat 1985-86; w rzeczywistości ma je jego brat Zbigniew.
Syn Kazimierza i Anny Kwaśny, brat skoczków narciarskich Zbigniewa, Andrzeja, Tomasza i Kazimierza. Mieszka w Buczkowicach. 4 stycznia 1986 poślubił Natalię, księgową, córkę skoczka Józefa Przybyły. Mają czworo dzieci: Fabiana, Dominikę, Faustynę i Annę Marię. Fabian Malik także był skoczkiem narciarskim.

## Przebieg kariery
W 1974 zapisał się do klubu Beskidy Szczyrk. Swój pierwszy skok na Wielkiej Krokwi w Zakopanem oddał po ukończeniu szkoły podstawowej. W 1982 roku zajął drugie miejsce w juniorskich mistrzostwach Polski.

### 1982/1983
W 1983 został zabrany na mistrzostwa świata w lotach do Harrachova. Zawodnik bał się skakać na tak dużej skoczni. Starter musiał wypchnąć go z boksu na rozbieg. Malik zajął ostatecznie 36. pozycję.
Był też bliski zdobycia tytułu mistrza kraju. Po pierwszej serii prowadził z 17-punktową przewagą nad Piotrem Fijasem. W drugim skoku źle założył gogle, przez co nie widział dobrze progu. Wylądował na 102 m i spadł na 7. lokatę.

### 1983/1984
10 grudnia 1983 zadebiutował w Pucharze Świata. W Thunder Bay na skoczni normalnej przez pewien czas zajmował trzecie miejsce, jednak konkurs odwołano. W powtórce był 26. W Lake Placid zajął 13. miejsce, wypełniając normę kwalifikacyjną na olimpiadę. W Turnieju Czterech Skoczni skakał słabiej i był dopiero 60., z łączną notą 390,9 pkt. W Oberstdorfie został sklasyfikowany na 42. pozycji, w Garmisch-Partenkirchen na 69., w Innsbrucku na 67., a w Bischofshofen na 66.
Potem wygrał Memoriał Bronisława Czecha i Heleny Marusarzówny, osiągając najlepsze wyniki na średniej i dużej skoczni, bijąc rekordy Średniej Krokwi i Malinki.
Później pojechał na igrzyska olimpijskie do jugosłowiańskiego Sarajewa. Działacze początkowo nie chcieli go na nią wysłać, lecz zmienili zdanie dzięki poparciu Bolesława Węgrzynkiewicza i red. Bogdana Chruścickiego z Polskiego Radia. Trenerem kadry był wówczas Lech Nadarkiewicz.

To wielki talent, ma dynamiczne wybicie z progu, miałby miejsce nawet w reprezentacji Austrii.

Malika porównywano wówczas z Wojciechem Fortuną. Na igrzyskach zajął jednak tylko 30. i 46. miejsce. Początkowo na treningach skakał bardzo dobrze, potem było coraz słabiej. Na skoczni normalnej lądował na 78 m i 82,5 m, a na dużej na 85 m i 84 m.

Porównania z Fortuną mocno podziałały na moją wyobraźnię. Zacząłem tym żyć, już widziałem siebie z medalem. Ale to były moje pierwsze wielkie zawody, przecież miałem dopiero 19 lat.

Za start na igrzyskach dostał 250 dolarów. 23 marca 1984, podczas zawodów Pucharu Świata w Planicy zajął 3. pozycję, po skokach na 90 m i 87 m. W klasyfikacji generalnej był 42. Za pieniądze uzyskane podczas igrzysk zakupił motocykl MZ ETZ 250, wyprodukowany w Zschopau w NRD. W maju 1984 roku Malik odbywał służbę wojskową w klubie z Zakopanego. Chciał potrenować na igelitowej skoczni w Goleszowie. Pojechał tam na swoim motocyklu. Kiedy omijał stojący na poboczu samochód, motocykl przewrócił się na śliskiej szosie. Przy drodze stał betonowy słup energetyczny, na który wpadł. Życie uratował mu austriacki kask. Kontuzja okazała się bardzo poważna – złamał nogę i przerwał nerw strzałkowy, co spowodowało trwały niedowład w lewej stopie.

To był bardzo utalentowany chłopak. Do momentu, w którym przytrafił mu się ten wypadek, fajnie się rozwijał. Był zawsze bardzo lubiany w grupie, bo był sympatyczny i koleżeński. Zresztą taki jest do dzisiaj.

Po wypadku rodzice Malika sprzedali motocykl. Skoczek przez rok przechodził rehabilitację, która nic nie dała. Zakończył karierę i ożenił się. Przeprowadził się do Buczkowic, gdzie mieszka do dziś. Został sędzią skoków narciarskich i instruktorem narciarstwa. Prowadzi warsztat stolarski. Jest też członkiem zarządu Stowarzyszenia Sportowo-Rekreacyjnego LZS Sokół Szczyrk.

## Osiągnięcia

### Igrzyska olimpijskie
| 1984 Sarajewo | – | 30. miejsce (K-90), 46. miejsce (K-112) |

#### Starty J. Malika naigrzyskach olimpijskich– szczegółowo
| Miejsce | Dzień     | Rok  | Miejscowość | Skocznia | Punkt K | Skok 1 | Skok 2 | Nota      | Strata    | Zwycięzca     |
| ------- | --------- | ---- | ----------- | -------- | ------- | ------ | ------ | --------- | --------- | ------------- |
| 30.     | 12 lutego | 1984 | Sarajewo    | Igman    | K-90    | 78,0 m | 82,5 m | 180,8 pkt | 34,4 pkt  | Jens Weißflog |
| 46.     | 18 lutego | 1984 | Sarajewo    | Igman    | K-112   | 85,0 m | 84,0 m | 127,5 pkt | 103,7 pkt | Matti Nykänen |

### Mistrzostwa świata w lotach narciarskich
| 1983 Harrachov | – | 36. miejsce |

#### Start J. Malika namistrzostwach świata w lotach narciarskich– szczegółowo
| Miejsce | Dzień        | Rok  | Miejscowość | Skocznia | Punkt K | Skok 1  | Skok 2  | Skok 3  | Nota      | Strata    | Zwycięzca     |
| ------- | ------------ | ---- | ----------- | -------- | ------- | ------- | ------- | ------- | --------- | --------- | ------------- |
| 36.     | 18–20 lutego | 1983 | Harrachov   | Čerťák   | K-180   | 116,0 m | 130,0 m | 124,0 m | 793,0 pkt | 258,0 pkt | Klaus Ostwald |
| 36.     | 18–20 lutego | 1983 | Harrachov   | Čerťák   | K-180   | Skok 4  | Skok 5  | Skok 6  | 793,0 pkt | 258,0 pkt | Klaus Ostwald |
| 36.     | 18–20 lutego | 1983 | Harrachov   | Čerťák   | K-180   | 147,0 m | 132,0 m | 137,0 m | 793,0 pkt | 258,0 pkt | Klaus Ostwald |
| 36.     | 18–20 lutego | 1983 | Harrachov   | Čerťák   | K-180   | Skok 7  | Skok 8  | Skok 9  | 793,0 pkt | 258,0 pkt | Klaus Ostwald |
| 36.     | 18–20 lutego | 1983 | Harrachov   | Čerťák   | K-180   | 137,0 m | 135,0 m | 130,0 m | 793,0 pkt | 258,0 pkt | Klaus Ostwald |

### Puchar Świata

#### Miejsce w klasyfikacji generalnej
| Sezon     | Miejsce |
| --------- | ------- |
| 1983/1984 | 42.     |

#### Miejsce na podium w konkursach Pucharu Świata
| Dzień    | Rok  | Miejscowość | Skocznia           | Punkt K | Skok 1 | Skok 2 | Nota      | Lok. | Strata   | Zwycięzca     |
| -------- | ---- | ----------- | ------------------ | ------- | ------ | ------ | --------- | ---- | -------- | ------------- |
| 24 marca | 1984 | Planica     | Srednija velikanka | K-90    | 90,0 m | 87,0 m | 199,7 pkt | 3.   | 23,5 pkt | Jens Weißflog |

#### Miejsca w poszczególnych konkursachPucharu Świata
| Sezon 1983/1984                                                                        |             |             |             |            |                        |           |               |                   |           |         |         |         |          |          |       |       |       |             |      |            |            |         |         |        |
| Thunder Bay                                                                            | Thunder Bay | Lake Placid | Lake Placid | Oberstdorf | Garmisch-Partenkirchen | Innsbruck | Bischofshofen | Cortina d’Ampezzo | Harrachov | Liberec | Sapporo | Sapporo | Sarajewo | Sarajewo | Lahti | Lahti | Falun | Lillehammer | Oslo | Oberstdorf | Oberstdorf | Planica | Planica | punkty |
| 26                                                                                     | 31          | 39          | 13          | 42         | 69                     | 67        | 66            | -                 | 34        | 32      | -       | -       | 30       | 46       | -     | -     | -     | -           | -    | 17         | 26         | 3       | 22      | 18     |
| Legenda                                                                                |             |             |             |            |                        |           |               |                   |           |         |         |         |          |          |       |       |       |             |      |            |            |         |         |        |
| 1 2 3 4-10 11-15 poniżej 15 - – zawodnik nie wystartował lub zajął miejsce poniżej 15. |             |             |             |            |                        |           |               |                   |           |         |         |         |          |          |       |       |       |             |      |            |            |         |         |        |

#### Turniej Czterech Skoczni

##### Miejsca w klasyfikacji generalnej
| Sezon     | Miejsce |
| --------- | ------- |
| 1983/1984 | 60.     |